# Jagodnje
Jagodnje falu Horvátországban, Lika-Zengg megyében. Közigazgatásilag Udbinához tartozik.

## Fekvése
Gospićtól légvonalban 19 km-re, közúton 34 km-re északkeletre, községközpontjától légvonalban 16 km-re, közúton 24 km-re északnyugatra, a Korbavamező nyugati szélén, a Likai-középhegység lábánál, a Gospićot Korenicával összekötő 25-ös számú főúttól délre fekszik.

## Története
A falunak 1857-ben 212, 1910-ben 230 lakosa volt. A trianoni békeszerződés előtt Lika-Korbava vármegye Udbinai járásához tartozott. Ezt követően előbb a Szerb-Horvát-Szlovén Királyság, majd Jugoszlávia része lett. 1991-ben lakosainak 92 százaléka horvát nemzetiségű volt. A falunak 2011-ben 32 lakosa volt.

## Lakosság
| Lakosság változása | Lakosság változása | Lakosság változása | Lakosság változása | Lakosság változása | Lakosság változása | Lakosság változása | Lakosság változása | Lakosság változása | Lakosság változása | Lakosság változása | Lakosság változása | Lakosság változása | Lakosság változása | Lakosság változása | Lakosság változása |
| ------------------ | ------------------ | ------------------ | ------------------ | ------------------ | ------------------ | ------------------ | ------------------ | ------------------ | ------------------ | ------------------ | ------------------ | ------------------ | ------------------ | ------------------ | ------------------ |
| 1857               | 1869               | 1880               | 1890               | 1900               | 1910               | 1921               | 1931               | 1948               | 1953               | 1961               | 1971               | 1981               | 1991               | 2001               | 2011               |
| 212                | 0                  | 0                  | 325                | 353                | 230                | 257                | 227                | 128                | 131                | 127                | 91                 | 56                 | 48                 | 37                 | 32                 |

(1869-ben és 1880-ban lakosságát Podlapačához számították.)